# Oberböhmsdorf
Oberböhmsdorf ist seit dem 8. März 1994 ein Ortsteil der Stadt Schleiz im Saale-Orla-Kreis in Thüringen.
Oberböhmsdorf ist vor allem als Start und Zielpunkt der traditionsreichen Rennen auf dem Schleizer Dreieck bekannt geworden.

## Geografie und Geologie
Oberböhmsdorf liegt auf einem höheren Plateau versteckt hinter dem Buchhübel und Wäldern, die die Feldflur umrahmen. Eine günstige Verbindung besteht über die Bundesstraße 282, die südlich des Orts verläuft.
Geologisch gesehen liegt die Gemarkung des Ortes im Südostthüringer Schiefergebirge. Diese Böden sind durch den hohen Feinerdeanteil und den hohen Humusgehalt sehr ertragreich und -sicher. Das finden die Bauern in der Feldflur vor. Quellmulden sowie schmale Tallagen sind typische Grünlandstandorte. Ackerbau betreiben die Bauern meist nur auf plateauartigen Geländerücken, welligen Ebenen und Flachhängen. Auf den sonstigen Lagen steht Wald.

## Geschichte
Die Ursprünge des Ortes lassen sich nur bis ins 14. Jahrhundert zurückverfolgen. Eine Gründung durch böhmische Einwanderer ist zwar nicht nachweisbar, aber naheliegend. Die seit Jahrhunderten bezeugten Namen Prager und Böhm könnten das belegen.
1333 wird der Ort als Bemsdorf urkundlich erstmals erwähnt. Der Name wandelte sich im Laufe der Zeit über Behmsdorf und Bemisdorf zu Böhmsdorf und wurde um 1533 aufgrund der Namensgleichheit mit einem weiteren Ort innerhalb der Herrschaft Schleiz (heute Niederböhmersdorf) in Oberböhmsdorf geändert. Bereits 1432 wird die Kirche des Ortes in einer Urkunde erwähnt. Eine heute wüste Kapelle Alte Klaus nahe dem Ort wurde sogar schon 1399 gestiftet. Die jetzige Kirche Oberböhmsdorfs ist im Wesentlichen 1705 erbaut worden, nachdem ein Brand im Jahre 1665 den Vorgängerbau aus dem 15. Jahrhundert vernichtet hatte. Die Innengestaltung ist von einer schlichten, aber keinesfalls kargen Schönheit und Festlichkeit geprägt. Die im Jahre 1777 eingeweihte Orgel stammte von dem bekannten Orgelbaumeister Johann Gottlob Trampeli. Heute ist von dieser Orgel nur noch der Prospekt erhalten.
Der Bergbau in Oberböhmsdorf wurde im Jahr 1864 eingestellt. Im Ort sind die Antimonerzgrube „Halber Mond“ und die Eisenerzgrube „Luise“ belegt.
Vom 26. bis 29. Juni 2008 erinnerte Oberböhmsdorf mit einem Festwochenende an die Gründung des Ortes vor 675 Jahren.